# Villa Maza (Buenos Aires)
Villa Maza (appelée localement Maza) est une localité dans la province de Buenos Aires, en Argentine. Elle se situe dans le partido d'Adolfo Alsina. 

## Géographie
Villa Maza se situe à 500 km au sud-ouest de Buenos Aires et à 66 km au nord-ouest de Carhué, chef-lieu du partido. La localité est proche de la frontière entre la province de Buenos Aires et la province de La Pampa (environ 4 km). Aucun cours d'eau ne traverse Villa Maza.

### Transports
La localité est reliée à Rivera et Carhué par la chemin provincial secondaire 001-07. Elle tient une liaison ferroviaire avec Miguel Riglos, Rivera et Catriló via le Chemin de fer Domingo Faustino Sarmiento (lignes Huinca Renancó-General Pico-Catriló-Darregueira et Pehuajó-Tres Lomas-Maza-Cereales). Cette dernière ligne se prolongeait jusqu'à Tres Lomas mais fut fermée durant les années 1990. Toutes les lignes de chemin de fer passant par Villa Maza proposent seulement des services de fret. La route provinciale 14 passe à proximité de son territoire.

## Toponymie
La localité porte le nom de Juan Agustín Maza (es), signataire de la déclaration d'indépendance argentine.

## Histoire
Le territoire actuel de Villa Maza était habité par les Mapuches et Tehuelches jusqu'à la Conquête du Désert. La localité est fondée le 5 mai 1906 et prend le nom de Maza.

## Population et société
Villa Maza comptait 1 748 habitants en 2010. Elle a donc droit à une délégation municipale, représentée par Fernando Volpe.
On trouve un hôpital et plusieurs écoles à Villa Maza. Il y a aussi une chapelle catholique dédiée à Nuestra Señora del Perpetuo Socorro (Notre-Dame du Perpétuel Secours). 

## Sports
Le Club Maza Deportivo Social est le seul club sportif de la localité, et couvre plusieurs disciplines dont le rugby et le football.